# Granaatbloemwasplaat
De granaatbloemwasplaat (Hygrocybe punicea) is een schimmel uit de familie Hygrophoraceae. Hij leeft saprotroof op de grond in oude, schrale graslanden op droge, zwak zure tot basische, kalkhoudende, kleiïge, lemige en zandige bodems. Hij is een van de grootste wasplaten.

## Kenmerken
Hoed
De hoed is 3 tot 15 cm breed. Het oppervlak is kaal, plakkerig en glad. De vorm is klokvormig tot breed kegelvormig en vaak breed gewelfd. Bij jonge vruchtlichamen is het scharlakenrood, vervaagt vervolgens naar bloedrood en uiteindelijk naar geelrood bij oudere vruchtlichamen. De hoed is hygrofaan (wordt vlekkerig als het nat is). 
Lamellen
De lamellen zijn smal aangehecht tot vrij. Ze zijn aanvankelijk gelig, maar verkleuren vrij snel naar rood. 
Steel
De steel is 3 tot 15 cm lang en maximaal 1,5 cm dik. De steel is droog, in de lengterichting vezelig, wit aan de basis, anders geel tot oranjerood, soms met donkerdere vezels en tussenliggende witte rijp.
Geur en smaak
De geur en smaak zijn onduidelijk.
Sporenprint
De sporenprint is wit.

### Microscopische kenmerken
De sporen zijn langwerpig tot ellipsvormig, vaak ingesnoerd en meten (7-)8,5-10(-11) × (4-)4,5-5,5(-7) µm.

## Herkenning
De granaatbloemwasplaat is gemakkelijk te herkennen aan zijn opvallende groeiwijze. Hij lijkt op:
- Klaprooswasplaat (Hygrocybe splendissima) deze heeft vergelijkbare grote vruchtlichamen, maar heeft een nog intenser rode hoed en een vaak opgeblazen, holle steel hebben en ruikt bij het drogen naar honing.
- Scharlaken wasplaat (Hygrocybe splendidissima) is iets kleiner. Bovendien is de hoed intenser rood gekleurd, is de steel glad (niet vezelig) en zijn de lamellen breder aan de steel aangehecht.

## Ecologie
De granaatbloemwasplaat heeft zure grond nodig; het groeit op stuifzanden, arme weiden en slecht bemeste weilanden, op open plekken in bossen en met gras begroeide bosranden. De vruchtlichamen verschijnen in de nazomer en herfst. Zoals veel wasplaten, wordt de granaatbloemasplaat bedreigd door de toevoer van voedingsstoffen en overbemesting van zijn leefgebieden.

## Verspreiding
De granaatbloemwasplaat is wijdverspreid; het komt voor in Australië (daar geïntroduceerd?), in Noord-Azië van Siberië tot Korea en Japan, in Noord-Amerika en op de Canarische Eilanden. De soort is wijdverspreid in Europa, hoewel overal zeldzaam, en is aangetroffen van Zuid-Europa tot IJsland, de Faeröer en Spitsbergen.
In Nederland komt hij zeldzaam voor. Hij staat op de rode lijst in de categorie 'Ernstig bedreigd'. Hij is in 1989 op de rode lijst geplaatst wegens zeer sterke achteruitgang en kwetsbaarheid van het biotoop voor verzuring en vermesting.

## Foto's

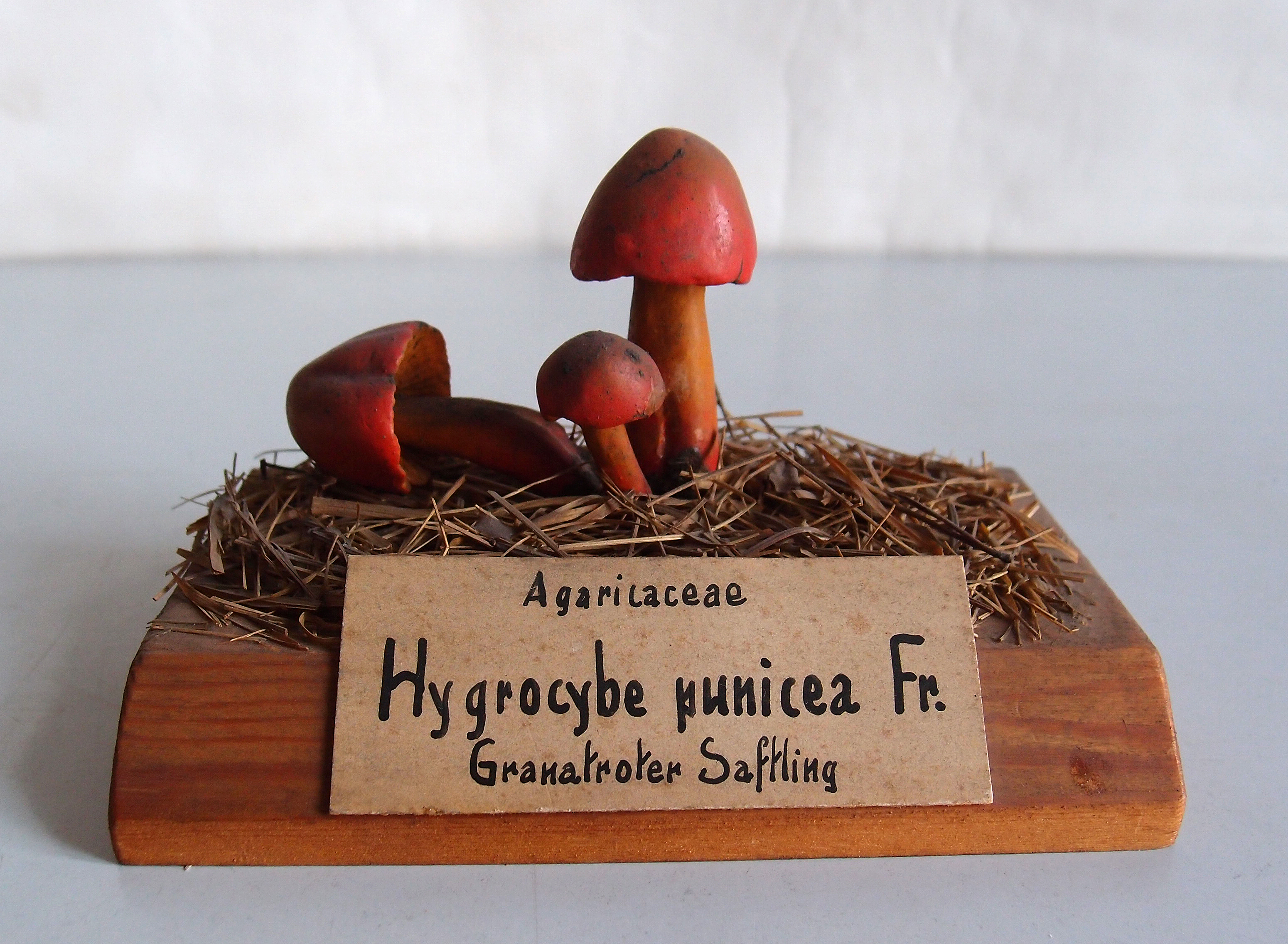
Model
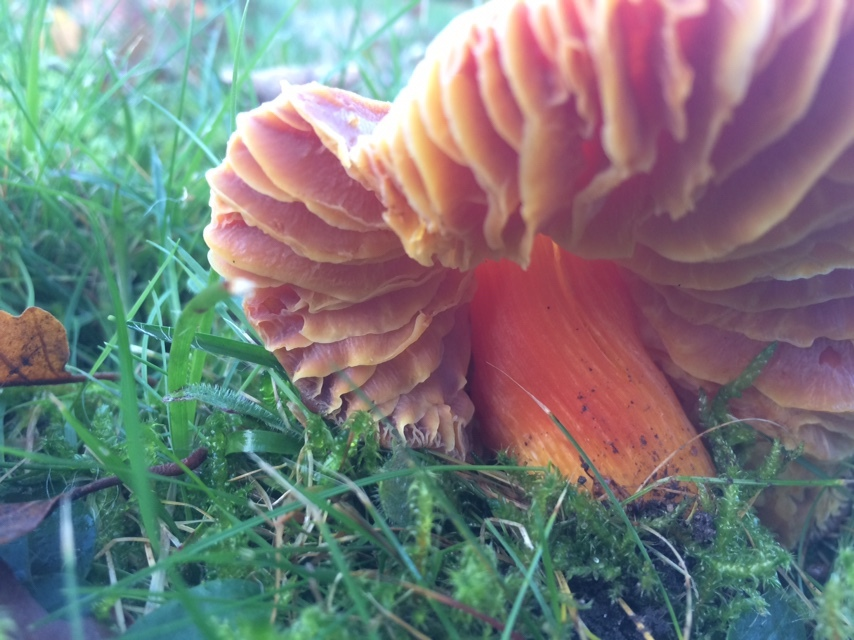
Steel met vezels in lengte richting
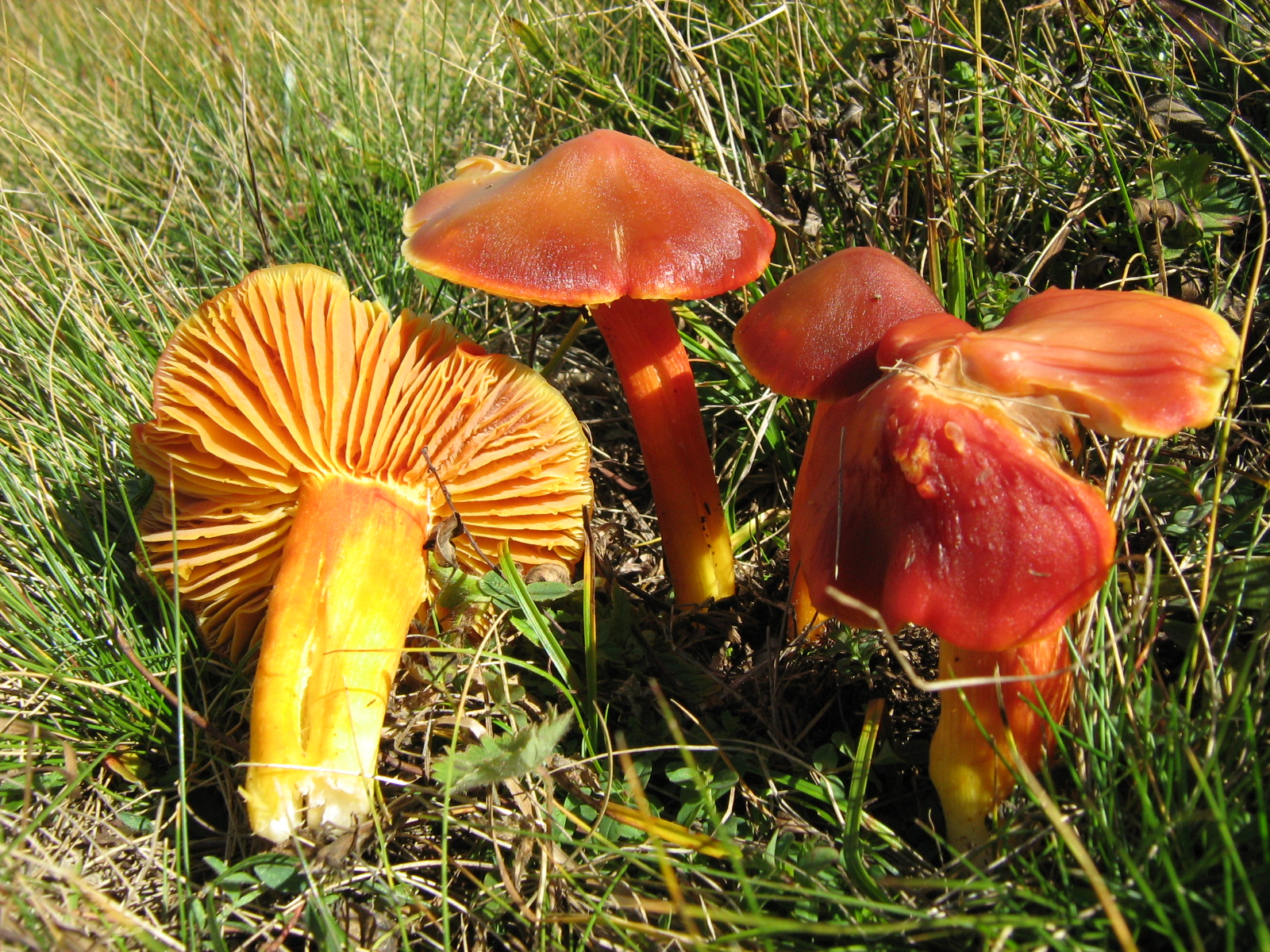
Groepje